# 9507 Ґоттфрід
9507 Ґоттфрід (9507 Gottfried) — астероїд головного поясу, відкритий 30 вересня 1973 року.
Тіссеранів параметр щодо Юпітера — 3,514.